# Charles Brabin
Charles J. Brabin (17 de abril de 1882 – 3 de noviembre de 1957) fue un director y guionista cinematográfico de nacionalidad estadounidense, activo principalmente en la época del cine mudo.

## Biografía
Nacido en Liverpool, Inglaterra, estudió en el St. Francis Xavier's College de su ciudad natal. Brabin se trasladó a Nueva York a principios del siglo XX y, mientras se ganaba la vida en diversas ocupaciones, intentó dedicarse a la actuación teatral. Así, hacia 1908 entró en la Edison Company, centrándose primero en la interpretación, dedicándose más adelante a la redacción de guiones y a la dirección. Su última película fue A Wicked Woman, producida por Metro-Goldwyn-Mayer en 1934.
Brabin se casó en 1921 con la estrella del cine mudo Theda Bara, permaneciendo la pareja unida hasta la muerte de Bara, ocurrida en abril de 1955 a causa de un cáncer abdominal.
Charles Brabin falleció en California, Estados Unidos, en 1957, a causa de un ataque cardiaco. Fue enterrado en el Cementerio Forest Lawn Memorial Park de Glendale, California.

## Selección de su filmografía
- What Happened to Mary (1912), serial en 12 episodios
- An Unsullied Shield (1913)
- The Man Who Disappeared (1914), serial
- The Raven (1915)
- The Poor Rich Man (1918)
- Kathleen Mavourneen (1919)
- While New York Sleeps (Now I'll Tell) (1920)
- So Big (1924)
- Ben-Hur (1925)
- Twinkletoes (1926)
- The Valley of the Giants (1927)
- The Bridge of San Luis Rey (1929)
- The Ship from Shanghai (1929)
- Sporting Blood (1931)
- The Beast of the City (1932)
- The Mask of Fu Manchu (1932)
- Rasputín y la zarina (1932)
- Stage Mother (1933)